# 马克斯·马丁
卡爾·馬丁·桑德伯格（瑞典語：Karl Martin Sandberg，1971年2月26日—），以艺名马克斯·马丁（Max Martin）知名，是一名瑞典詞曲作家、音樂製作人和歌手。1990年代末，马丁为後街男孩、布蘭妮·斯皮爾斯和超級男孩创造了数首热门单曲后一举成名。他早期创作的热门单曲有〈我就是愛你〉、〈…Baby One More Time〉与〈It's My Life〉。
1999年至今，马丁参与创作了27首美国《公告牌》百强单曲榜冠军单曲，其中包括凱蒂·佩芮的〈I Kissed a Girl〉及〈Roar〉、魔力紅的〈One More Night〉、泰勒·斯威夫特的〈Shake It Off〉及〈Blank Space〉和威肯的〈Blinding Lights〉及〈Save Your Tears〉。马丁是创作出百强单曲榜冠军单曲第3多的詞曲作家，仅次于保罗·麦卡特尼（32首）和约翰·列侬（26首）
2014年，马丁超越吉米·詹姆与特里·刘易斯与盧克博士，成为创造了冠军单曲数量第二多的音樂制作人，仅次于乔治·马丁（23首）。
根据《荷里活報道》，2019年年初，马丁参与创作和制作的歌曲共取得了超过1.35亿销量。
2024年，馬丁以與亞莉安娜·格蘭德創作的Yes, And?
超越乔治·马丁，成為了擁有最多冠軍單曲的音樂製作人。

## 共同創作的《告示牌》百強單曲榜冠軍單曲
1. 1998年 – 〈...Baby One More Time〉（布蘭妮·斯皮爾斯）
2. 2000年 – 〈It's Gonna Be Me（英语：It's Gonna Be Me）〉（超级男孩）
3. 2008年 – 〈I Kissed a Girl〉（凱蒂·佩芮）
4. 2008年 – 〈So What〉（紅粉佳人）
5. 2009年 – 〈My Life Would Suck Without You（英语：My Life Would Suck Without You）〉（凱莉·克萊森）
6. 2009年 – 〈3〉（布蘭妮·斯皮爾斯）
7. 2010年 – 〈California Gurls〉（凱蒂·佩芮；史努比狗狗客串）
8. 2010年 – 〈Teenage Dream〉（凱蒂·佩芮）
9. 2010年 – 〈Raise Your Glass（英语：Raise Your Glass）〉（紅粉佳人）
10. 2011年 – 〈Hold It Against Me〉（布蘭妮·斯皮爾斯）
11. 2011年 – 〈E.T.〉（凱蒂·佩芮；坎耶·韦斯特客串）
12. 2011年 – 〈Last Friday Night (T.G.I.F)〉（凱蒂·佩芮）
13. 2012年 – 〈Part of Me〉（凱蒂·佩芮）
14. 2012年 – 〈One More Night〉（魔力紅）
15. 2012年 – 〈We Are Never Ever Getting Back Together〉（泰勒·斯威夫特）
16. 2013年 – 〈Roar〉（凱蒂·佩芮）
17. 2014年 – 〈Dark Horse〉（凱蒂·佩芮；裘西·J客串）
18. 2014年 – 〈Shake It Off〉（泰勒·斯威夫特）
19. 2014年 – 〈Blank Space〉（泰勒·斯威夫特）
20. 2015年 – 〈Bad Blood〉（泰勒·斯威夫特；肯德里克·拉马尔客串）
21. 2015年 – 〈Can't Feel My Face〉（威肯）
22. 2016年 – 〈Can't Stop the Feeling!（英语：Can't Stop the Feeling!）〉（贾斯汀·汀布莱克）
23. 2019年 – 〈Blinding Lights〉（威肯）
24. 2021年 – 〈Save Your Tears〉（威肯）
25. 2021年 – 〈My Universe〉（酷玩樂團及防彈少年團）
26. 2024年 – 〈Yes, And?（英语：Yes, And?）〉（爱莉安娜·格兰德）
27. 2024年 – 〈We Can't Be Friends (Wait for Your Love)〉（爱莉安娜·格兰德）